# Petroupim
Petroupim (Duits: Petraupim) is een Tsjechische gemeente in de regio Midden-Bohemen en maakt deel uit van het district Benešov. Het dorp ligt op zeven kilometer afstand van de stad Benešov.
Petroupim telt 378 inwoners (2025).

## Geografie
De gemeente bestaat uit de volgende plaatsen:
- Petroupim;
- Petroupec;
- Sembratec.

Tussen 1868 en 1880 behoorde Bedrč eveneens tot de gemeente.

## Geschiedenis
De eerste schriftelijke vermelding van het dorp dateert van 1318.
Sinds 1960 maakt Petroupim volledig deel uit van het district Benešov. Het wapen en de vlag werden op 8 november 2013 aan de gemeente toegekend bij besluit van de voorzitter van de Kamer van Afgevaardigden van het Tsjechische Parlement.

## Voorzieningen
Er zijn een kleuter- en zondagsschool in het dorp.

## Verkeer en vervoer

### Autowegen
Petroupim is te bereiken via diverse regionale wegen. 

### Spoorlijnen
Er is geen station in Petroupim. Het dichtstbijzijnde station is in Benešov, op zo'n acht kilometer afstand. Dat station ligt aan de spoorlijn Praag - Benešov - Vlašim - Trhový Štěpánov.

### Buslijnen
Er zijn drie bushaltes in de gemeente:
| Halte                | Lijn(en) | Traject(en)                 | Vervoerder(s) |
| -------------------- | -------- | --------------------------- | ------------- |
| Petroupim, Petroupim | 770      | Benešov - Uhlířské Janovice | CŠAD Benešov  |
| Petroupim, Petroupec | 770      | Benešov - Uhlířské Janovice | CŠAD Benešov  |
| Petroupim, Sembratec | 770      | Benešov - Uhlířské Janovice | CŠAD Benešov  |

### Fietsroutes
De volgende fietsroute loopt door de gemeente:
- 0068: Čerčany - Popovice - Jankov

### Wandelroutes
De volgende wandelroute loopt door de gemeente:
- Chocerady - Bělčice - Kozmice - Benešov

## Galerij

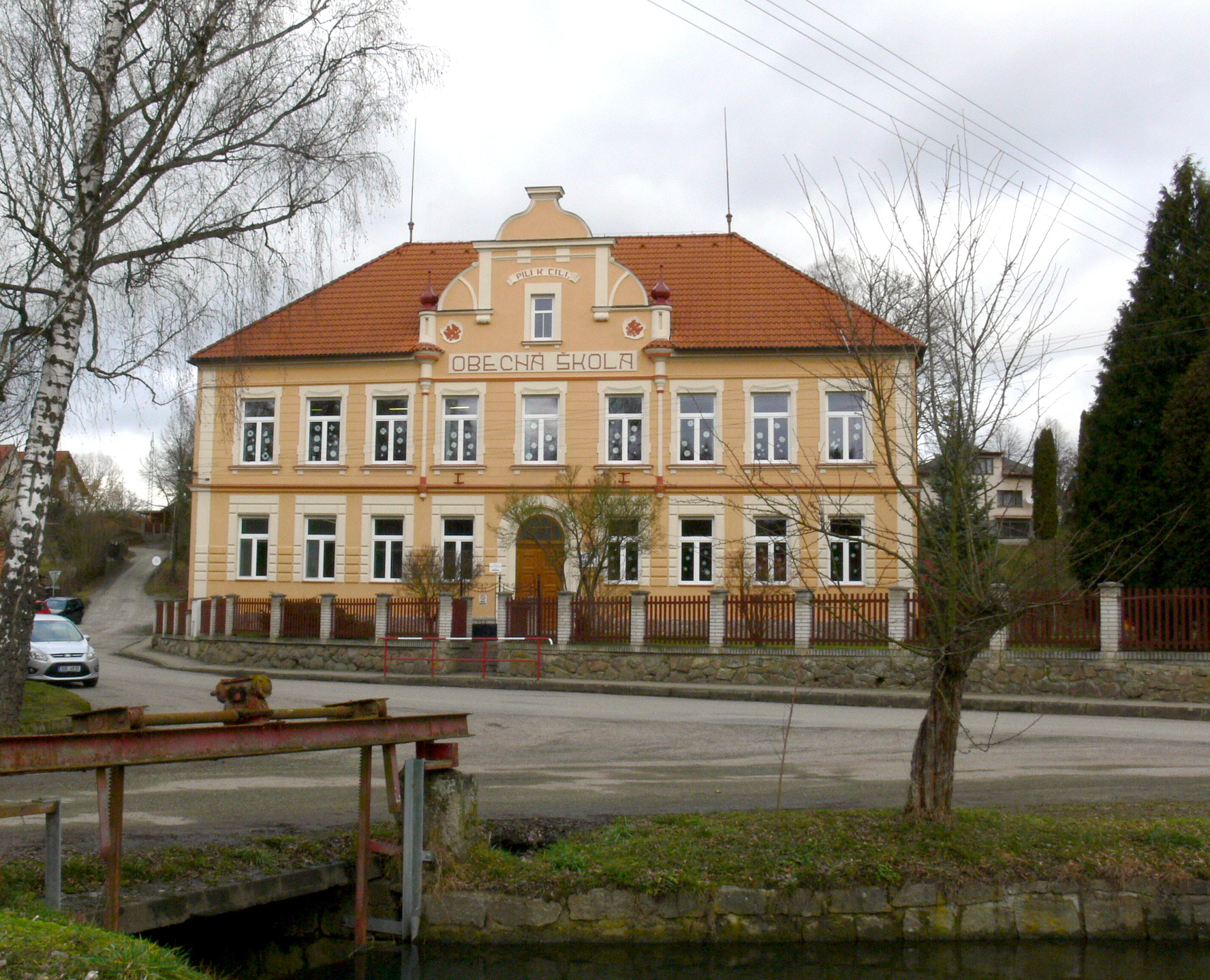
Dorpsschool (2016)
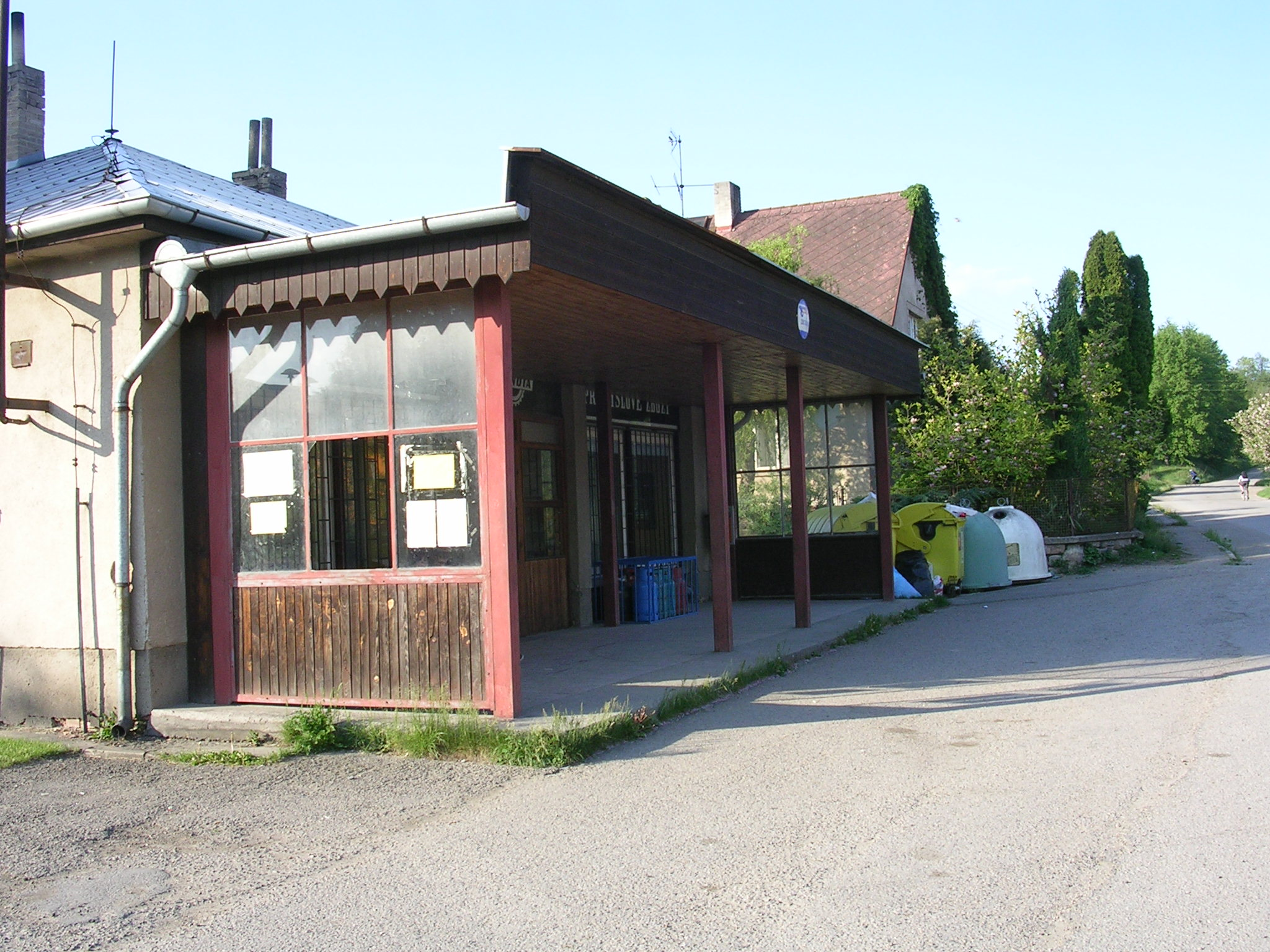
Bushalte in het dorp (2009)
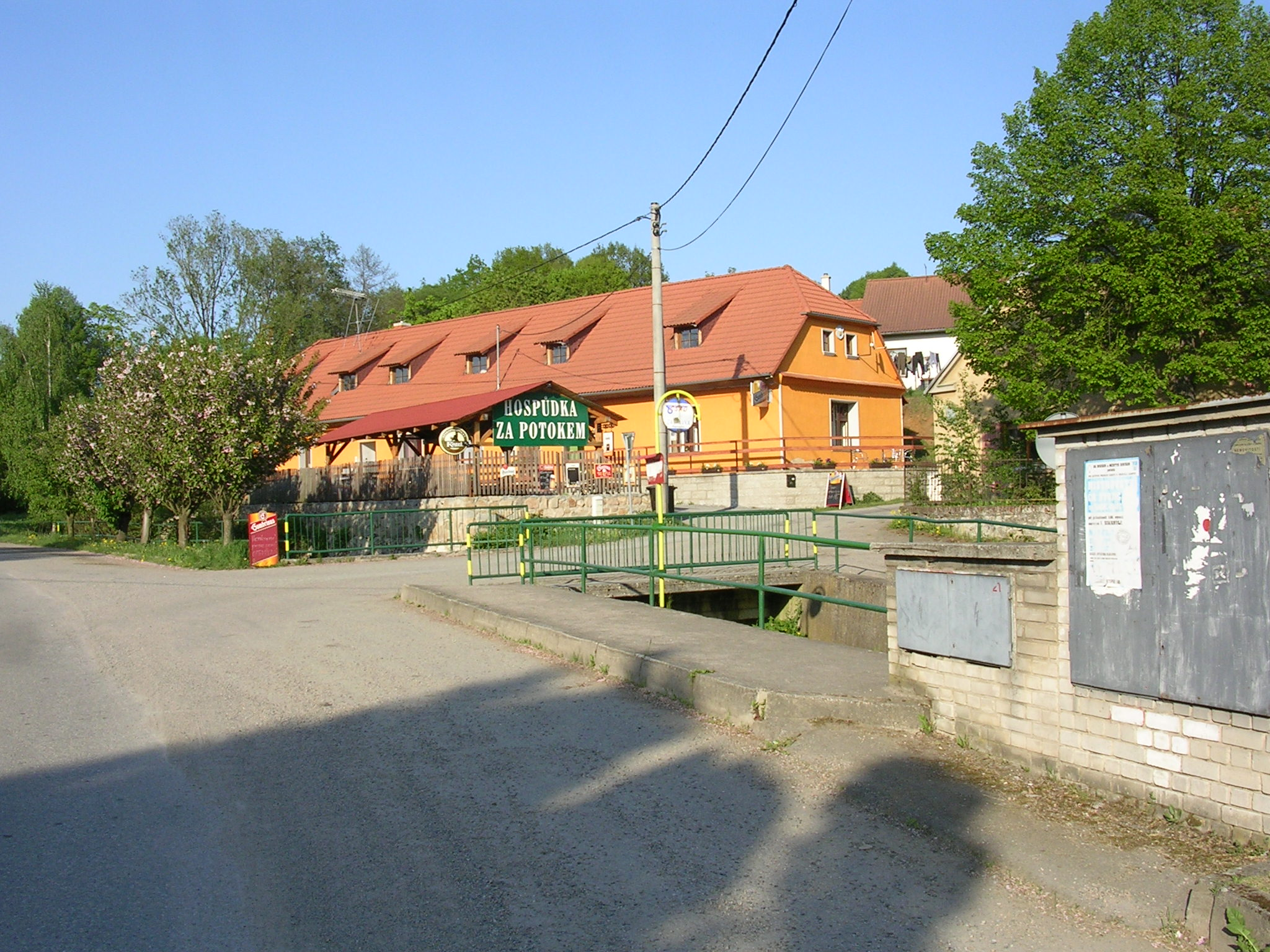
Dorpscafé (2009)
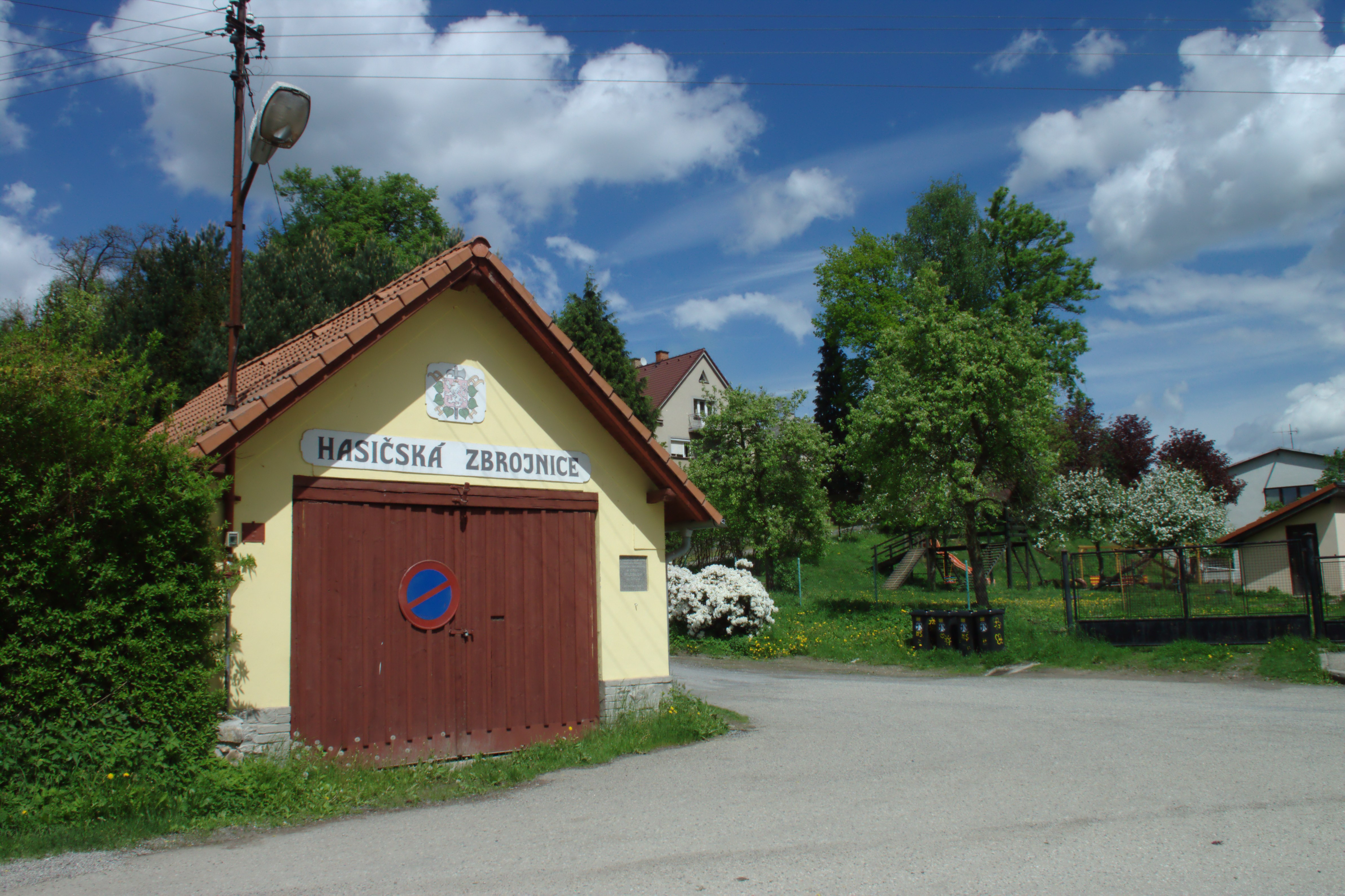
Brandweerkazerne (2013)
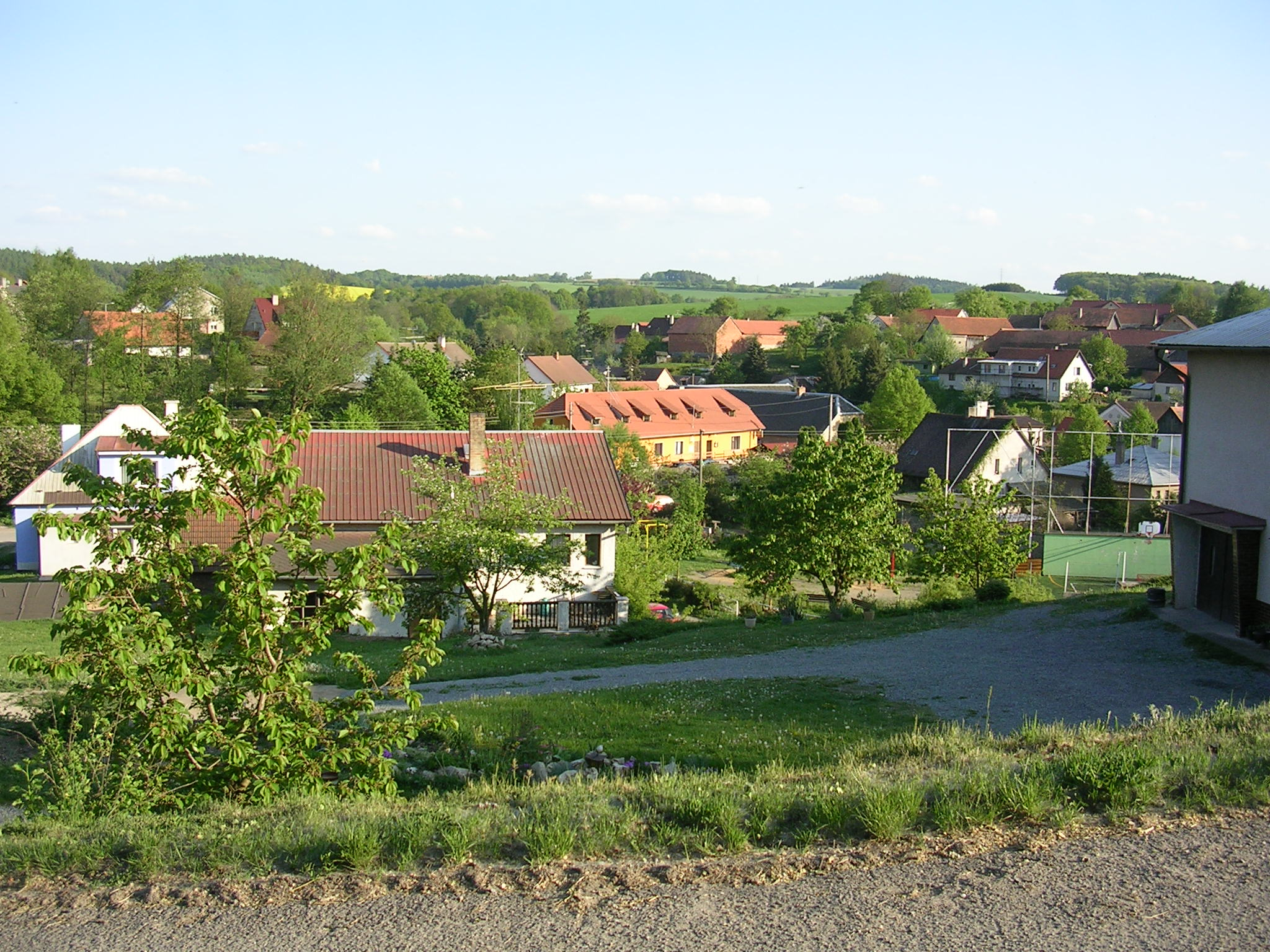
Uitzicht over het dorp (2009)